# Bono
Pour les articles homonymes, voir Hewson et Bono (homonymie).
Paul David Hewson (prononcé en anglais : [pɔːl ˈdeɪvɪd ˈhjuːsən]), dit Bono (prononcé : [ˈbɒnoʊ]), né le 10 mai 1960 à Dublin (Irlande), est un auteur-compositeur-interprète, musicien, homme d'affaires et philanthrope irlandais.
Il est le chanteur et occasionnellement guitariste du groupe musical irlandais U2, depuis 1976.
Il est cofondateur de Campagne ONE.

## Biographie

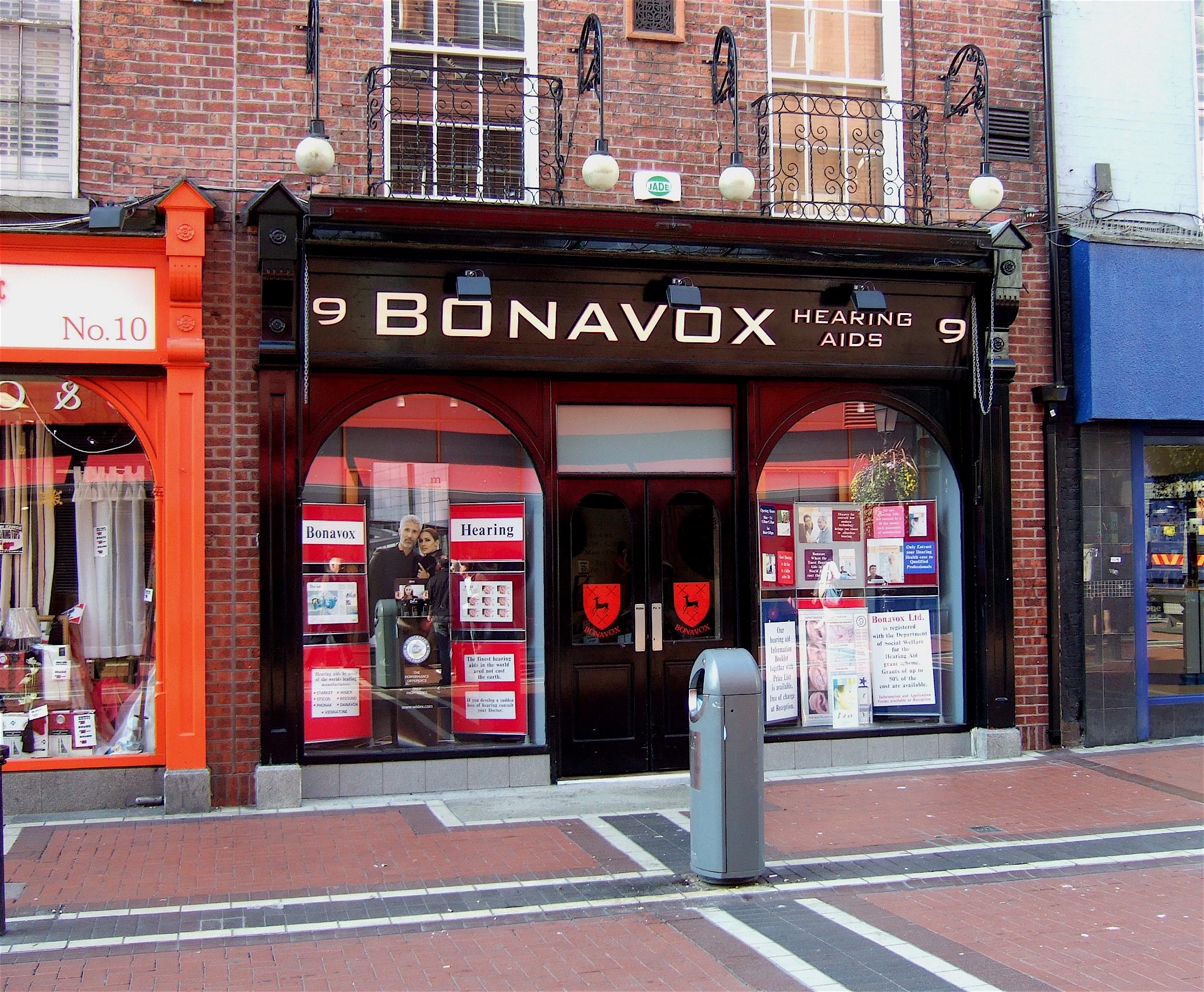
La boutique Bonavox, située au 9 North Earl Street dans le centre de Dublin sur la rive gauche de la Liffey, qui a valu à Paul Hewson le sobriquet de « Bono Vox », plus tard contracté en « Bono ».

Bono est le deuxième fils de Brendan Robert (Bob) Hewson et Iris Hewson (née Iris Rankin). Son frère aîné s'appelle Norman Hewson. Sa mère décède en septembre 1974, alors qu'il a 14 ans, d'une attaque cérébrale survenue lors de l'enterrement de son propre père. S'ensuit pour Bono une adolescence agitée et souvent révoltée. De tempérament curieux et constamment en éveil, il excelle en histoire, en peinture, aux échecs et se passionne aussi pour le théâtre, ce qui lui permet de monter de nombreuses fois sur scène afin de chanter. En revanche, c'est un guitariste médiocre,, ce qui l'amène naturellement vers le chant.
Ses premières expériences musicales datent du début des années 1970 au sein de sa bande d'amis du quartier Glasnevin North à Dublin, plus précisément de la Cedarwood Road, parmi lesquels Gavin Friday et Guggi. Ensemble, ils forment le Lypton Village, et jouent dans les espaces publics, comme des bus, par provocation.
Son nom de scène vient de « Bonavox », nom d'un magasin de prothèses auditives, transformé en « Bono Vox » par ses camarades de Lypton Village. Ils avaient pour habitude de se donner des surnoms, pensant qu'il était anormal de porter un nom donné par leurs parents alors que ce nom ne leur convenait pas forcément.
Il rejoint le groupe U2 après avoir répondu à une annonce publiée dans son collège, la Mount Temple Comprehensive School, par Larry Mullen Junior.
Parolier de la plupart des titres de U2, auteur engagé dans diverses causes humanitaires et politiques (Artists Against Apartheid, Amnesty International, Greenpeace, War Child, Jubilee 2000, etc.) et leader du groupe, il développe et entre dans la peau de multiples personnages, afin de briser continuellement l'image que lui renvoient les médias,,.
Tout comme Sting, Bono possède une technique vocale qui lui permet de chanter sur des notes relativement hautes. Elle a beaucoup évolué aux cours des albums.
Avant l'enregistrement de The Unforgettable Fire, Bono réapprend à chanter, puis reprend tous ses moyens sur The Joshua Tree. Il est considéré durant cette période comme l'une des plus belles voix du rock, notamment sur le titre I Still Haven't Found What I'm Looking For. La voix de Bono se transforme encore sur Achtung Baby, probablement à la suite de sa consommation de cigarillos.
Sur Pop, Bono commence à éprouver quelques problèmes de voix et on lui conseille alors de mener une vie plus saine. Il arrête les cigarillos et diminue l'alcool. Sur All That You Can't Leave Behind et sur How to Dismantle an Atomic Bomb, la voix de Bono est précise, travaillée. Sa voix est aujourd'hui désignée par un grand nombre d'artistes comme la voix la plus sexy du rock.
Bono s'intéresse aux différents artistes qu'il rencontre, quel que soit leur courant musical. Il a par exemple collaboré avec Clannad (Il interprète avec Moya Brennan In a Lifetime, extrait de l'album Macalla), Pavarotti, Johnny Cash, Frank Sinatra, Axl Rose, Mick Jagger, Arcade Fire, Gavin Friday, The Police, Simple Minds, Brandon Flowers (The Killers), Beyonce, Jay-Z, Mary J. Blige, Paul McCartney, Bruce Springsteen, Kylie Minogue, Michael Hutchence, Andrea Corr, B.B. King, Billie Joe Armstrong, Rihanna, Pearl Jam et Lykke li. Bono a ainsi écrit l'une des chansons de l'album Le Cœur d'un homme de Johnny Hallyday, intitulée I Am the Blues. En janvier 2009, il participe au projet Playing for Change en chantant la chanson War / No More Trouble de Bob Marley, en parallèle avec des musiciens du monde entier.
Bono est associé du fonds privé d'investissement Elevation Partners, qui possède des participations dans le magazine Forbes et l'éditeur de jeux vidéo BioWare. Depuis janvier 2009, il participe comme éditorialiste au journal américain, le New York Times. Elevations Partners aurait également investi près de 210 millions de dollars sur Facebook depuis 2009, acquérant, selon les sources, entre 1,5 % et 2,3 % de son capital. La valeur de ces actions a depuis fortement progressé - notamment à la suite de l'entrée en bourse du réseau social en 2012 - et était estimée en 2015 à 1,4 milliard de dollars. Le fonds d'investissement aurait ainsi à cette date une valeur financière supérieure aux revenus générés par U2 sur l'ensemble de sa carrière.

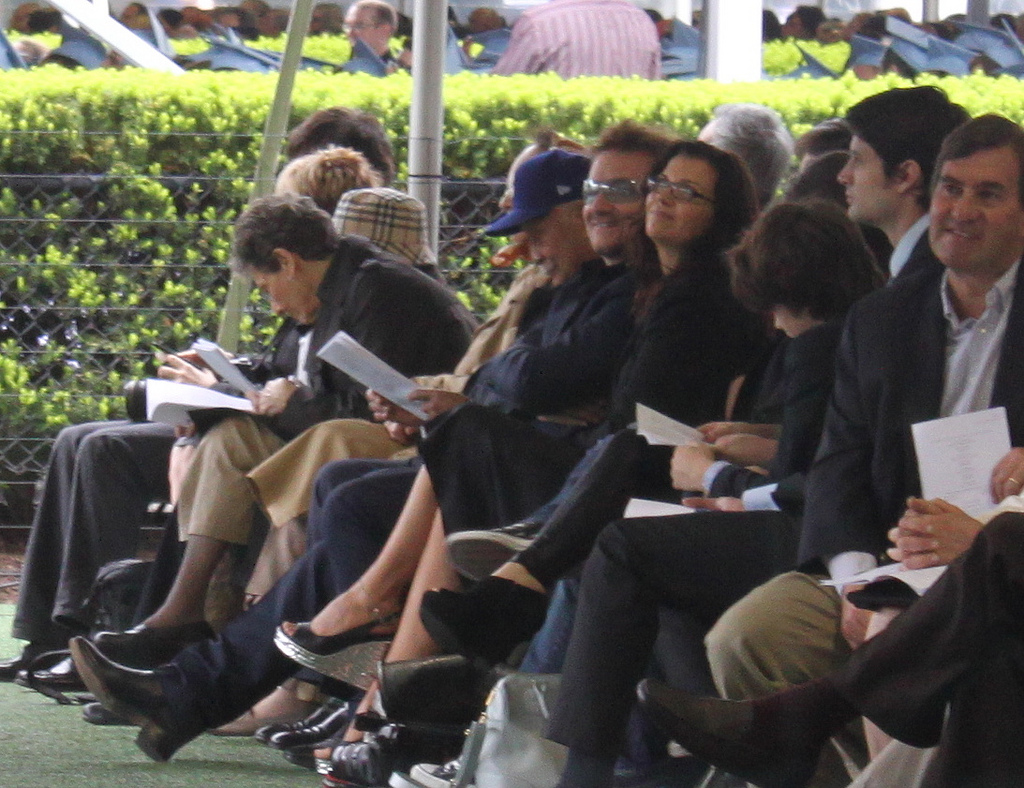
Bono et Ali Hewson lors de la remise de diplôme de leur fille en 2012.

## Engagements politiques et humanitaires

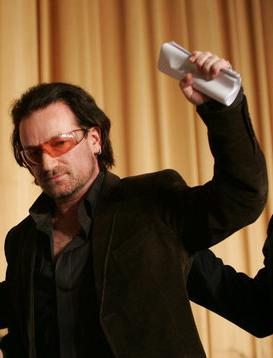
Bono début 2006.

En 1983, il chante avec le groupe U2 la célèbre chanson Sunday Bloody Sunday dénonçant les troubles politiques de l'Irlande, son pays de naissance.
Depuis 1999, il prend une part active à la campagne visant à annuler la dette des pays du tiers monde. En mai 2002 il emmène le secrétaire du trésor des États-Unis, Paul O'Neill, dans quatre pays d'Afrique. Cette même année, il crée une organisation appelée « DATA » (pour Debt, Aids, Trade in Africa) dont le but est d'informer sur les dettes des pays d'Afrique, l'épidémie du SIDA et les règles de commerces inéquitables. En 2003, il sera récompensé d'un Golden Globe de la meilleure chanson originale à Beverly Hills en Californie pour The Hands That Built America.
En janvier 2005, en marge du Forum économique mondial de Davos, il participe au lancement d'un label de produits Product Red dont les bénéfices sont destinés à financer des programmes de lutte contre le SIDA, la tuberculose et la malaria.
Il a été reçu plusieurs fois au Vatican, par les papes Jean-Paul II et Benoît XVI qui ont soutenu ses actions, notamment de suppression de la dette des pays pauvres,. Bono avait d'ailleurs rencontré Jean-Paul II à ce sujet en 1999 au Vatican et n'avait pas caché son admiration pour le Pape.
Le 8 mai 2022, en pleine guerre en Ukraine, il répond à l'invitation du président ukrainien Volodymyr Zelensky et se produit avec The Edge, dans le métro de Kiev, transformé en abris.

## Critiques
Si la plupart de ses prises de position ont été louées, sa manière d'en parler a quelquefois été jugée brouillonne ou ambiguë. Ainsi, à la suite d'une tribune qu'il avait publiée en janvier 2000 dans le New York Times, l'hebdomadaire français Les Inrockuptibles pointait sa « légère mégalomanie et ses discours amateurs » sur le téléchargement illégal, la recherche sur l’angiogenèse, la téléportation quantique et le « droit à polluer identique pour tous ».
Fin 2006, pour échapper à une réforme irlandaise qui est revenue sur le répit fiscal accordé aux royalties, le groupe a transféré aux Pays-Bas le siège de U2 Limited, société qui gère environ un tiers de la fortune de la formation, ce qui suscite quelques réactions en raison des engagements politiques du groupe et de Bono en particulier. U2 est le groupe de musique qui a généré les revenus les plus importants en 2005 dans le monde. Or, aux Pays-Bas, les redevances sont pratiquement exemptes de toute fiscalité.
En novembre 2017, il est mentionné dans l'enquête des Paradise Papers. En ayant investi dans une entreprise basée sur l'île de Malte, Bono aurait participé à hauteur de 5,1 millions d'euros à la construction d'un centre commercial en 2007 dans une petite ville de Lituanie, un pays qu'il n'aurait jamais visité, que ce soit seul ou pour une tournée avec son groupe.

## Vie personnelle
Bono était un ami proche du leader d'INXS Michael Hutchence.
Depuis le 21 août 1982, Bono est marié à la militante et femme d'affaires Alison Hewson (née Stewart).
Le couple a quatre enfants : 
- Jordan (née le 10 mai 1989)
- Eve (née le 7 juillet 1991) qui est actrice
- Elijah Bob Patricius Guggi Q (né le 17 août 1999) guitariste principal et le chanteur du groupe de rock Inhaler.
- John Abraham (né le 20 mai 2001).

La famille vit à Killiney, dans le sud du comté de Dublin, dans un manoir situé sur un terrain qui surplombe la mer d'Irlande et qui a été agrandi par l'achat de la propriété adjacente,,. Bill Clinton et Salman Rushdie font partie de ceux qui y ont séjourné. 
Le couple est aussi propriétaire d'une villa de 20 pièces à Èze dans les Alpes-Maritimes dans le sud de la France, où Ali et Bono reçoivent souvent des célébrités. Le voisin du couple à Èze n’est autre que The Edge, le guitariste de U2, qui a acheté la villa juste à côté.
Enfin, Bono et Ali possèdent également un penthouse de 14,5 millions de dollars au San Remo dans l'Upper West Side de Manhattan, qu'ils ont acheté à Steve Jobs. En 2011, la fortune du couple s'élevait à 572 millions d'euros.
En novembre 2022, il publie son autobiographie, Surrender.

## Anecdotes
Lors d'un dîner à la Maison Blanche en compagnie de Barack Obama, dont il est proche, il explique dans ses mémoires s'être assoupi dans la chambre d'Abraham Lincoln, réveillé par le président riant aux éclats. Bono s'était éclipsé pour se reposer, victime d'une allergie aux salicylates présents dans le vin servi à table.

## Distinctions
- Chevalier de la Légion d'honneur (2003)[30]
- Commandeur de l'ordre des Arts et des Lettres (2013)[31]
- Ordre de l'Empire britannique à titre civil (2007)[32]
- Médaille présidentielle de la Liberté (2025)[33]

En février 2003, le président français Jacques Chirac le nomme chevalier de la Légion d'honneur. En décembre 2005, Bono est déclaré personnalité de l'année 2005 par le magazine américain Time pour son combat en faveur de l'Afrique, aux côtés de Bill Gates et de sa femme Melinda Gates. En janvier 2006, il reçoit le prix des médias allemands, toujours pour ses actions humanitaires.
En mars 2007, sur proposition du premier ministre britannique Tony Blair, il est fait chevalier de l'ordre de l'Empire britannique par la reine du Royaume-Uni pour ses nombreuses actions humanitaires, mais ne peut porter le titre de Sir, car il n'est ni citoyen britannique ni citoyen d'un pays membre du Commonwealth, il peut cependant apposer à sa signature les lettres KBE (Knight of the British Empire). Tony Blair avait affirmé[réf. nécessaire] qu'il recevait cet honneur pour avoir ouvert les yeux aux dirigeants du G8 sur les besoins accrus d'aide au développement en Afrique. Bono a déclaré être flatté de cet honneur et espérer qu'il lui sera utile pour ses représentations.

Il a été en lice pour le prix Nobel de la paix en 2003, en 2005 et en 2006. 

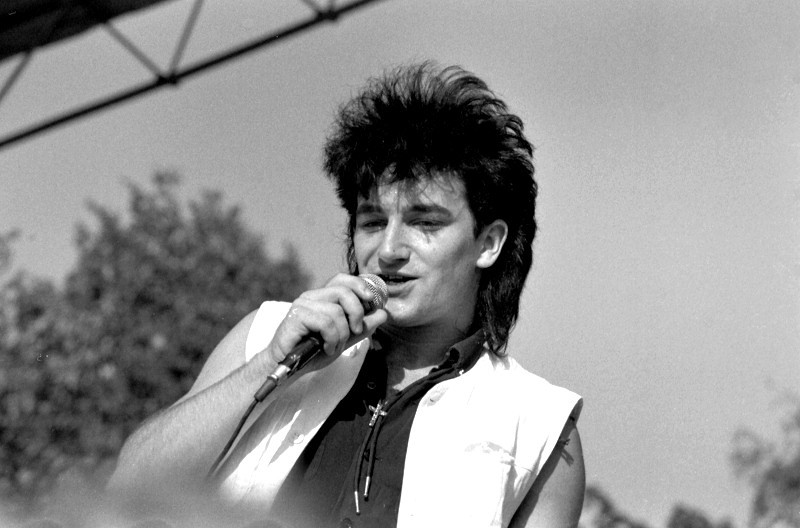
Bono lors d'un concert de U2 en Norvège, le 21 août 1983.

Il a fait partie à deux reprises de la liste des hommes les plus influents du monde dressée par le magazine Time en 2004 et en 2006.
Il est sacré « Homme de la paix » 2008 par un ensemble de lauréats du prix Nobel de la paix.
Il est promu commandeur de l'ordre des Arts et des Lettres par la ministre de la culture française, Aurélie Filippetti en juillet 2013.

## Filmographie
- Bono a écrit le scénario du film The Million Dollar Hotel réalisé par Wim Wenders, sorti en 2000. La bande originale a aussi été composée par Bono, U2, Brian Eno, Jon Hassell, Daniel Lanois et Hal Willner.
- Bono est également cité en compagnie d'Anton Corbijn comme co-scénariste du vidéofilm Linear, sorti en 2009.

## Doublage
- Bono a prêté sa voix au lion-rocker Clay Calloway dans la version anglaise de la bande-son du film d'animation Tous en scène 2, sorti au cinéma en 2021.